# Zagros
La serralada del Zagros (persa: رشته كوه زاگرس; kurd: Çîyayên Zagrosê) és una cadena muntanyosa de l'Iran que s'estén de nord a sud amb una lleugera inclinació a l'oest cap al final i que forma la part central de les muntanyes que van des del Caucas fins al sud de l'Iran, ocupant la major part dels actuals Kurdistan iranià i Kurdistan iraquià. Té uns 1.500 km de longitud. El seu nom llatí fou Zagrus Mons. Els punts mes alts de la serralada de Zagros són els cims de Zard Kuh i el Dena.

## Geologia

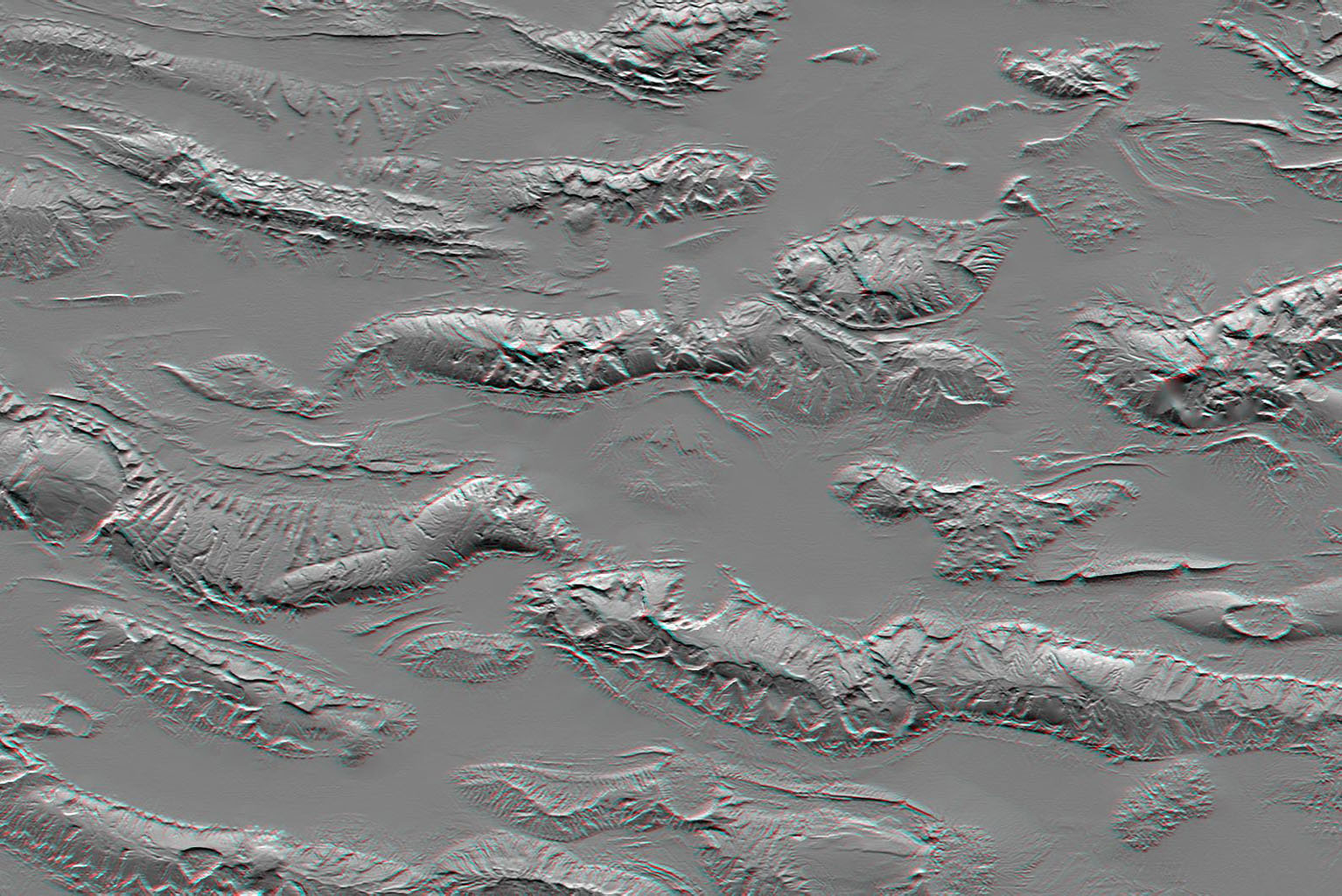
Anaglif en relleu ombrejat SRTM de les muntanyes de Zagros

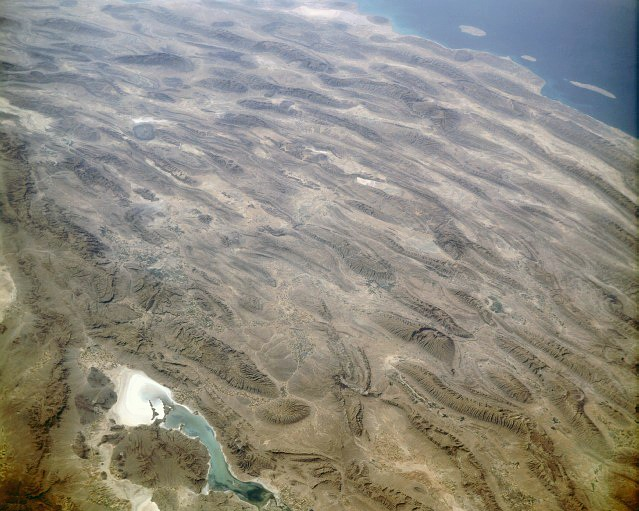
Les muntanyes Zagros des de l'espai, setembre de 1992

Els Zagros són d'orogènesi alpina i es divideixen en subcadenes paral·leles. La seva major altura és el Mont Dena, de 4.409 metres. Els contraforts de la província de Fars, al sud, presenten altituds més baixes, de fins a 4.000 metres.

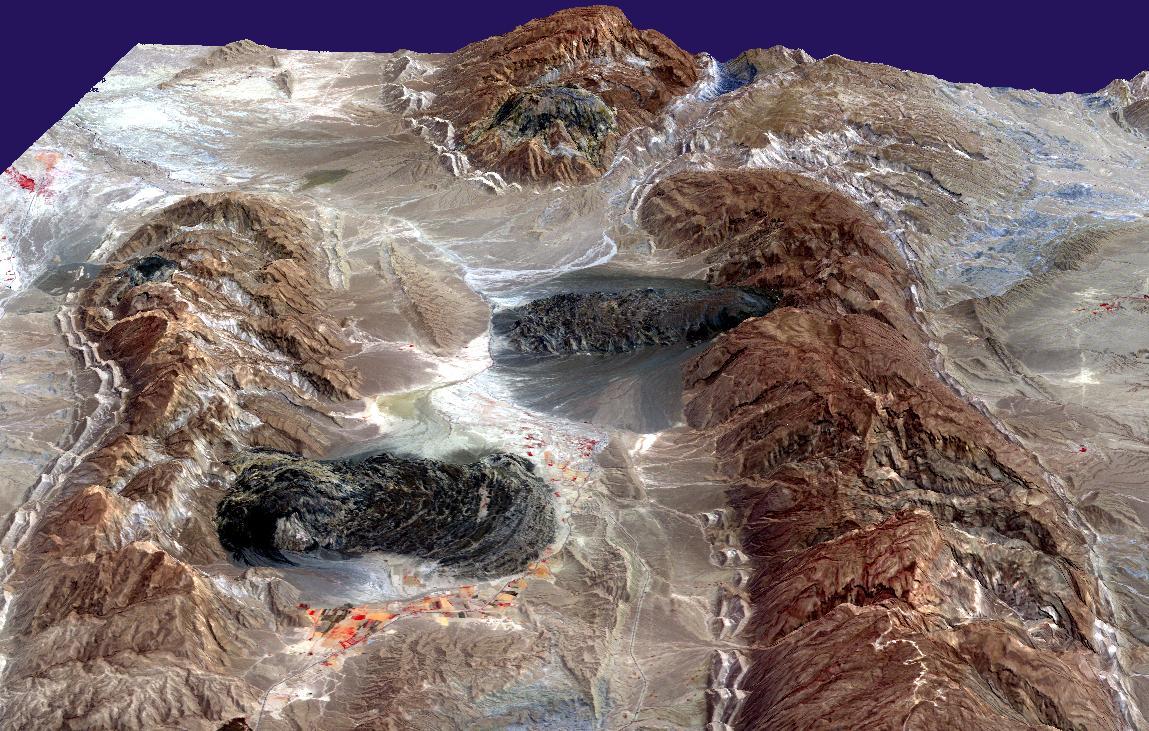
Doms salins (turons) i glaceres salins (zones fosques) a les Muntanyes Zagros al sud de l'Iran.

El cinturó de plec i corriment de Zagros es va formar per la col·lisió de dues plaques tectòniques: la placa euroasiàtica i la placa aràbiga. Recents mesures de GPS a l'Iran mostren que aquesta col·lisió està encara en actiu i la deformació no es distribueix de manera uniforme al país, principalment a les cadenes muntanyenques més importants com Elburz i Zagros. Una xarxa de GPS relativament densa, que cobreix la part iraniana dels Zagros, també revela una alta taxa de deformació dins d'aquests. Els resultats mostren que la taxa actual d'escurçament al sud-est de Zagros és d'aproximadament 10 mm[a], descendint a prop de 5 mm al nord-oest de Zagros. La falla de Kazerun divideix de nord a sud els Zagros en dues zones diferents de deformació. Els resultats mostren així mateix diferents direccions d'escurçament al llarg de la serralada, és a dir, escurçament normal al sud-est i oblic al nord-oest.
La coberta sedimentària del sud-est dels Zagros està formada sobre una capa de roca de sal (que actua com un dúctil despreniment subcutani basal de baixa fricció), mentre que al nord-oest la capa de sal no existeix o és molt fina. Aquesta fricció basal diferent és responsable en part de les diferents topografies a banda i banda de la falla de Kazerun. S'observa una zona topografia elevada i estreta de deformació al nord-oest, mentre que al sud-est la deformació es va estendre formant-se una deformació més àmplia amb una topografia més baixa. Les tensions provinents de l'escorça terrestre per la col·lisió van causar un plec extens de les capes de roques sedimentàries preexistents. L'erosió subsegüent va eliminar les roques més toves, com lutita (roca formada pel fang consolidat) i limolita (similar a la lutita però amb un gra una mica més bast), deixant roques més dures, com la roca calcària (rica en calci, formada per les restes d'organismes marins) i dolomita (roques similars a la pedra calcària que contenen calci i magnesi). Aquesta erosió diferencial va formar les vores lineals de la serralada de Zagros.
Els doms de sal i glaceres salines són una característica comuna de la serralada de Zagros. Els doms de sal són un estadi dels diapirs salins. Els diapirs són una estructura important per a l'exploració de petroli, ja que la sal impermeable atrapa sovint el petroli sota les capes de roques.
El ambient de dipòsit i la història tectònica de les roques són propícies per a la formació i la captura de petroli, i la regió de Zagros és una part important de la producció de petroli del golf Pèrsic.
El procés de col·lisió continua fins al present, i a mesura que la placa aràbiga empeny contra la placa euroasiàtica, les muntanyes de Zagros i l'Altiplà Iranià són cada cop més alts. Mesuraments recents de GPS a l'Iran han demostrat que aquesta col·lisió encara està activa i la deformació resultant es distribueix de manera no uniforme al país, principalment ocupada als principals cinturons muntanyosos com Elburz i Zagros. Una xarxa GPS relativament densa que cobria els Zagros iranians també demostra una alta taxa de deformació dins dels Zagros. Els resultats del GPS mostren que la taxa actual d'escurçament al sud-est de Zagros és de ~ 10 mm/any, baixant a ~ 5 mm/any al nord-oest de Zagros. La falla nord-sud de Kazerun divideix els Zagros en dues zones de deformació diferents. Els resultats del GPS també mostren diferents direccions d'escurçament al llarg del cinturó, escurçament normal al sud-est i escurçament oblic al nord-oest de Zagros. Les muntanyes Zagros es van crear al voltant de l'època de la segona edat de gel, que va provocar la col·lisió tectònica, donant lloc a la seva singularitat.
La coberta sedimentària al SE de Zagros s'està deformant per sobre d'una capa de sal de roca (actuant com un descol·liment dúctil amb una baixa fricció basal), mentre que al NW de Zagros la capa de sal falta o és molt prima. Aquesta fricció basal diferent és en part responsable de les diferents topografies a banda i banda de la falla de Kazerun. S'observa una topografia més alta i una zona de deformació més estreta al NW de Zagros, mentre que al SE, la deformació es va estendre més i es va formar una zona de deformació més àmplia amb una topografia més baixa. Les tensions induïdes a l'escorça terrestre per la col·lisió van provocar un plegament extens de les roques sedimentàries en capes preexistents. L'erosió posterior va eliminar roques més toves, com ara fangolita (roca formada per fang consolidat) i limolita (un fang de gra una mica més gruixut), mentre que va deixar roques més dures, com ara la pedra calcària (roca rica en calci formada per restes d'organismes marins) i la dolomita (roques semblants a la pedra calcària que contenen calci i magnesi). Aquesta erosió diferencial va formar les carenes lineals de les muntanyes de Zagros.
L'entorn de deposició i la història tectònica de les roques van ser propicis per a la formació i atrapament de petroli, i la regió de Zagros és una àrea important per a la producció de petroli. Les cúpules de sal i les glaceres de sal són una característica comuna de les muntanyes de Zagros. Les cúpules de sal són un objectiu important per a l'exploració del petroli, ja que la sal impermeable sovint atrapa el petroli sota altres capes de roca. També hi ha molt guix soluble en aigua a la regió.

### Tipus i edat de la roca

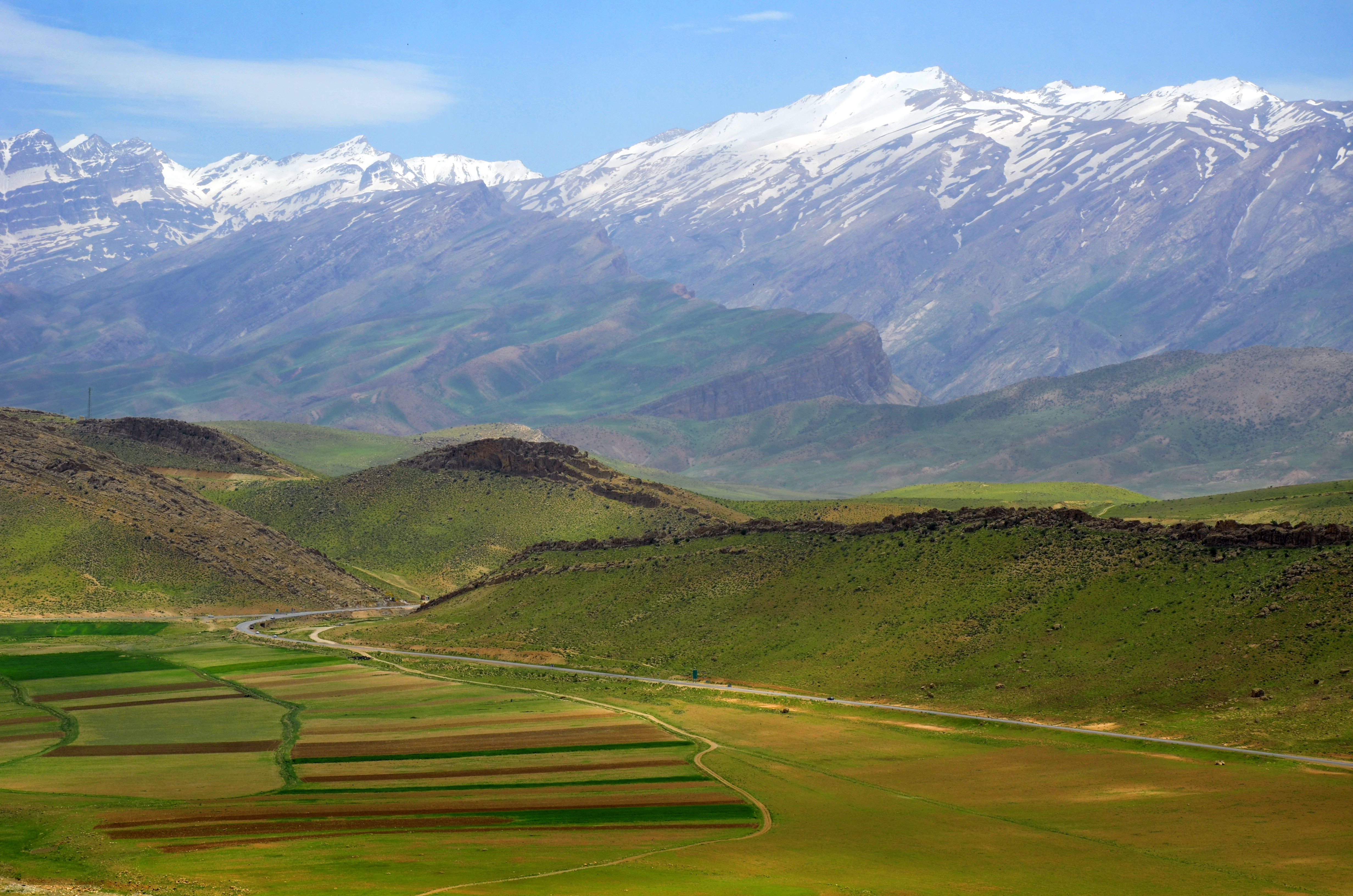
Glaceres a Dena

Les muntanyes són completament d'origen sedimentari i estan fetes principalment de pedra calcària. Als Zagros superiors, les roques paleozoiques es poden trobar principalment a les seccions superiors i més altes dels cims de les muntanyes, al llarg de la falla principal de Zagros. A banda i banda d'aquesta falla, hi ha roques mesozoiques, una combinació de roques triàsiques (252–201 milions d'anys) i juràssiques (201–145 milions d'anys) que estan envoltades per roques del Cretaci a banda i banda. Els Zagros plegats (les muntanyes al sud dels Zagros elevats i gairebé paral·leles a la falla principal de Zagros) estan formats principalment per roques terciàries, amb les roques del Paleogen (66–23 milions d'anys) al sud de les roques del Cretaci i després roques al sud de les roques del Paleogen (23–2,6 milions d'anys). Les muntanyes es divideixen en moltes subcategories paral·leles (fins a 10–250 km d'ample), i orogènicament tenen la mateixa edat que els Alps.
Els principals jaciments petroliers de l'Iran es troben als contraforts centrals occidentals de la serralada de Zagros. Les serres del sud de la província de Fars tenen cims una mica més baixos, arribant 4000 m. Contenen algunes roques calcàries que mostren abundants fòssils marins.

## Cims més alts
Els cims que tenen com a mínim 3800 metres d'alçada i tinguin una prominència topogràfica d'almenys 300 metres:
|    | Nom              | Subinterval | Alçada (m) | Prominència (m) |
| -- | ---------------- | ----------- | ---------- | --------------- |
| 1  | Qash-Mastan      | Dena        | 4409       | 2604            |
| 2  | Kale Qodveis     | Dena        | 4341       | 424             |
| 3  | Pazane Pir       | Dena        | 4250       | 1080            |
| 4  | Kuh-e Dama       | Dena        | 4216       | 504             |
| 5  | Kolonchin        | Zard-Kuh    | 4221       | 2095            |
| 6  | Chegaleh         | Zard-Kuh    | 4134       | 594             |
| 7  | Haft Tanan       | Zard-Kuh    | 4104       | 653             |
| 8  | San-Boran        | Oshtorankuh | 4150       | 1928            |
| 9  | Qalikuh          |             | 4078       | 1420            |
| 10 | Shahankuh        |             | 4038       | 1427            |
| 11 | Qanbarkosh       |             | 3982       | 316             |
| 12 | Haft Cheshmeh    |             | 3975       | 1545            |
| 13 | Cheshmeh Kuhrang |             | 3969       | 360             |
| 14 | Karpush          |             | 3961       | 915             |
| 15 | Bel              |             | 3943       | 1563            |
| 16 | Khurbeh          |             | 3902       | 915             |
| 17 | Darab Shah       |             | 3900       | 1495            |
| 18 | Piaro Kamandan   |             | 3891       | 370             |
| 19 | Hezar Darreh     |             | 3890       | 1628            |
| 20 | Kuh-e Hashtad    |             | 3869       | 1248            |
| 21 | Chahardah Pahlu  |             | 3845       | 949             |
| 22 | Cúpula Qalikuh   |             | 3839       | 602             |
| 23 | Kule Jonou       |             | 3823       | 422             |

## Història

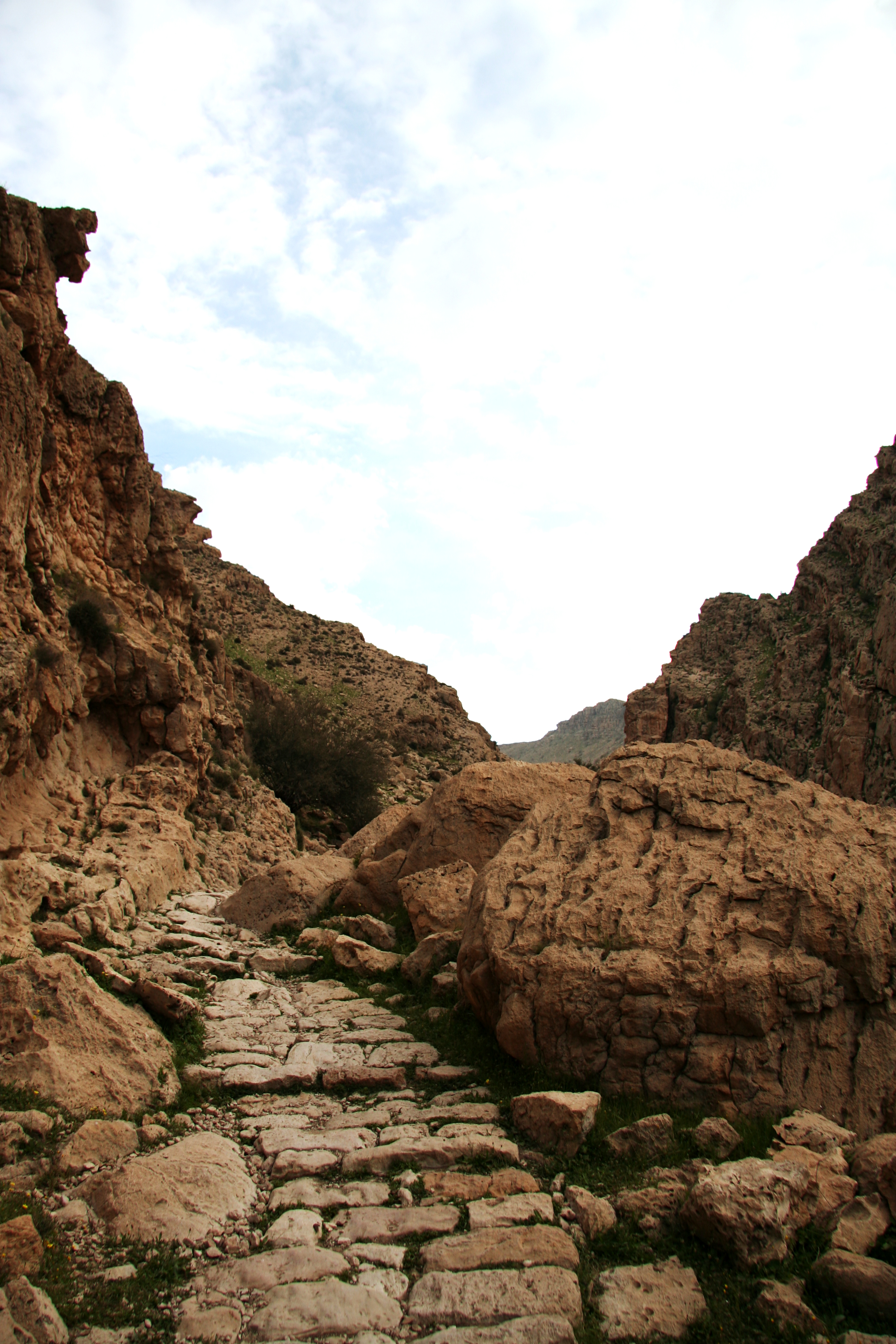
Antic camí empedrat a Zagros, Behbahan

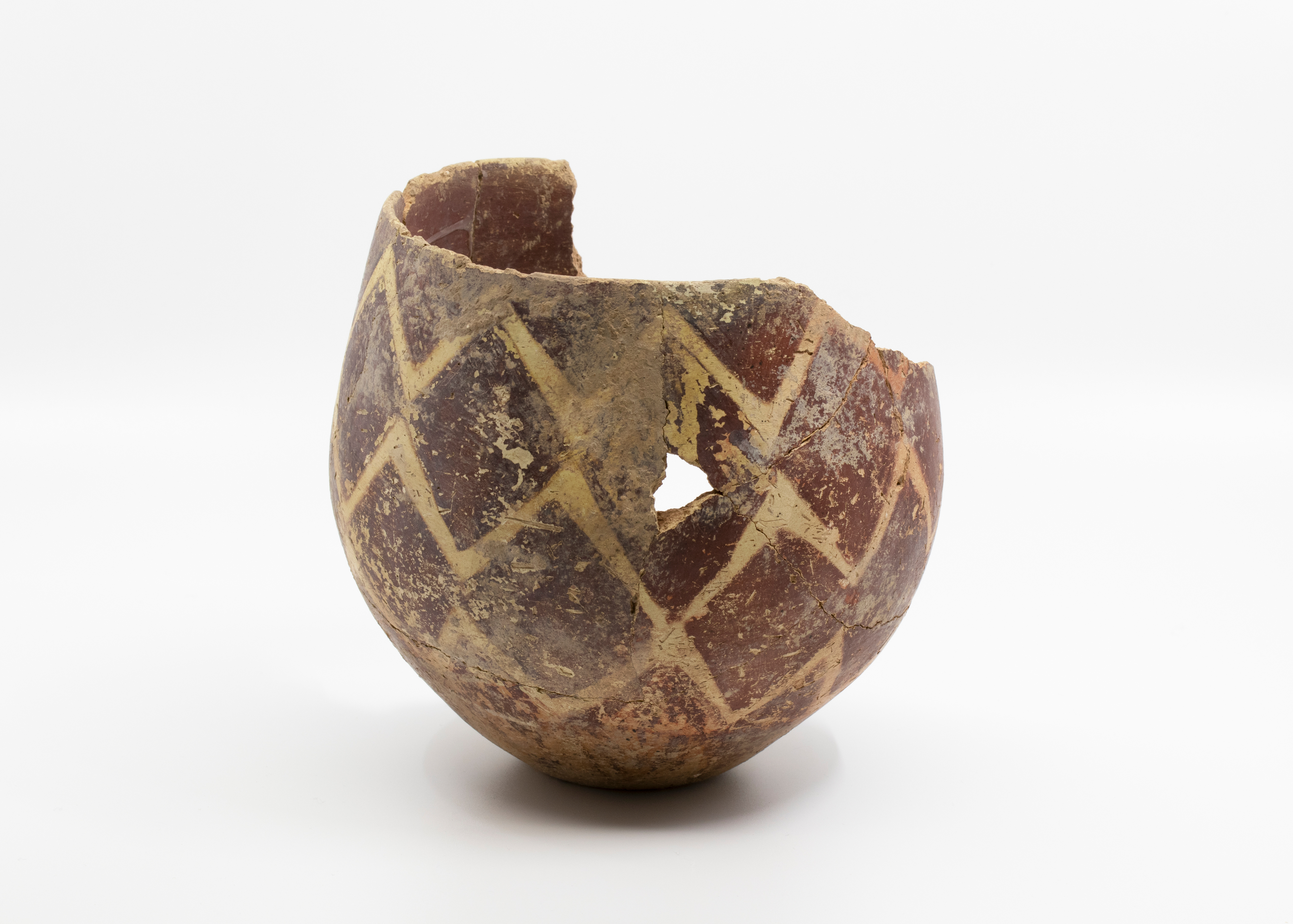
Una ceràmica excavada a Zagros, Dalma Tepe

Les muntanyes de Zagros tenen una història antiga important. Van ser ocupats pels primers humans des del Paleolític inferior. Els primers fòssils humans descoberts a Zagros pertanyen als neandertals i provenen de la cova de Shanidar, la cova de Bisitun i la cova de Wezmeh. Les restes de deu neandertals, que daten de fa uns 65.000-35.000 anys, s'han trobat a la cova de Shanidar. La cova també conté dos cementiris protoneolítics posteriors, un dels quals data d'uns 10.600 anys i conté 35 individus. Les evidències d'ocupacions posteriors del Paleolític superior i l'Epipaleolític provenen de la cova de Yafteh, la cova de Kaldar prop de Khoramabad i Warwasi, Malaverd prop de Kermanshah, la cova Kenacheh al Kurdistan, la cova Boof a Fars i una sèrie d'altres coves i refugis rocosos. Els primers signes d'agricultura es remunten al 9000 aC als contraforts de les muntanyes. Alguns assentaments es van convertir més tard en ciutats, anomenades finalment Anxan i Susa; Jarmo és un jaciment arqueològic d'aquesta zona. Algunes de les primeres evidències de la producció de vi s'han descobert a les muntanyes; tant els assentaments de Hajji Firuz Tepe com Godin Tepe han donat proves d'emmagatzematge de vi que es data entre el 3500 i el 5400 aC.
Durant els primers temps antics, els Zagros van ser la llar de pobles com els cassites, els guti, els elamites i els mitannis, que periòdicament envaïen les ciutats sumeries i/o acadies de Mesopotàmia. Les muntanyes creen una barrera geogràfica entre la plana mesopotàmica, que es troba a l'Iraq, i l'altiplà iranià. S'ha trobat a Tell Shemshara al llarg del Zab Inferior un petit arxiu de tauletes d'argila que detallen les complexes interaccions d'aquests grups a principis del segon mil·lenni aC. Tell Bazmusian, prop de Shemshara, va ser ocupada entre el 5000 aC i el 800 dC, encara que no de manera contínua.
Els vessants occidentals de la serralada Zagros van ser escenari d'un dels més antics exemples de desenvolupament agrari: la cultura de Jarmo (est de Kirkuk, Iraq). Les cabres es van domesticar per primera vegada a l'Orient Pròxim procedents de la Capra aegagrus, coneguda a Pèrsia com a padang. És molt probable que la domesticació fos possible en àrees properes a les muntanyes Zagros. Se sap aquest detall per les excavacions realitzades a l'àrea i per l'abundància relativa d'ossos que es determina va ser en períodes propers al Neolític.

## Població
Les muntanyes de Zagros han estat habitades per diferents grups de ramaders i pagesos durant milers d'anys. Grups de pastors com els bakhtiyaris, els kurds o els qaixqais es desplacen dels seus ramats des dels vessants est a l'estiu (Yeylāgh) als vessants oest a l'hivern (Gheshlāgh). Algunes ciutats importants es troben als peus de les muntanyes de Zagros, com Silêmanî, Kermansah, Khurramabad i Siraz.

### Bakhtiyaris
Els bakhtiyaris són una tribu Luris de l'Iran, habitant principalment als Zagros central i sud. Les principals ciutats habitades per bakhtiyaris són Masjed Soleyman, Idhadj i Shahr-e Kord. Un nombre significatiu ddebBakhtyiars encara practiquen el pasturisme nòmada.

### Kurds

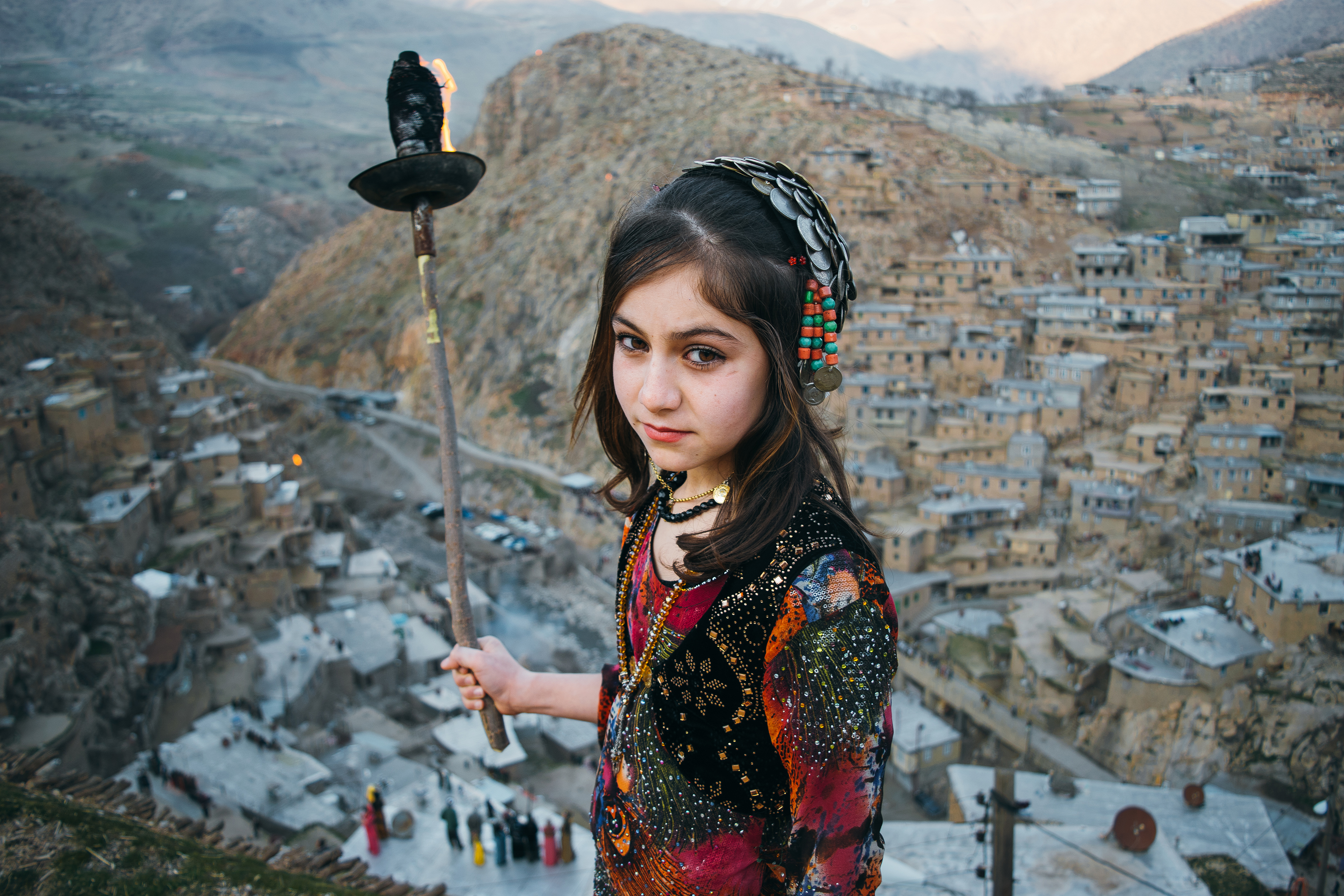
Una noia kurda al poble oriental de Zagros de Palangan celebrant Newroz

Els kurds són un grup ètnic iranià originari del nord-oest de Zagros i de les serres orientals de Taure, que abasta el sud-est de Turquia, el nord-oest de l'Iran, el nord de l'Iraq i el nord de Síria. La gran altitud de les muntanyes de Zagros produeix una sèrie de punts d'asfixia i valls perfectes per a l'agricultura i el desenvolupament humà. També fa temps que defensa els kurds en temps de guerra actuant com a barrera natural.

### Qaxqai
El poble Qaixqai és una confederació tribal a l'Iran, majoritàriament d'origen turc. Es poden trobar poblacions importants a Zagros central i sud, especialment al voltant de la ciutat de Siraz a la província de Fars.

## Clima
| Dades climàtiques a Districte Amadiya, Iraq | Dades climàtiques a Districte Amadiya, Iraq | Dades climàtiques a Districte Amadiya, Iraq | Dades climàtiques a Districte Amadiya, Iraq | Dades climàtiques a Districte Amadiya, Iraq | Dades climàtiques a Districte Amadiya, Iraq | Dades climàtiques a Districte Amadiya, Iraq | Dades climàtiques a Districte Amadiya, Iraq | Dades climàtiques a Districte Amadiya, Iraq | Dades climàtiques a Districte Amadiya, Iraq | Dades climàtiques a Districte Amadiya, Iraq | Dades climàtiques a Districte Amadiya, Iraq | Dades climàtiques a Districte Amadiya, Iraq | Dades climàtiques a Districte Amadiya, Iraq |
| Mes                                         | gen                                         | febr                                        | març                                        | abr                                         | maig                                        | juny                                        | jul                                         | ag                                          | set                                         | oct                                         | nov                                         | des                                         | anual                                       |
| ------------------------------------------- | ------------------------------------------- | ------------------------------------------- | ------------------------------------------- | ------------------------------------------- | ------------------------------------------- | ------------------------------------------- | ------------------------------------------- | ------------------------------------------- | ------------------------------------------- | ------------------------------------------- | ------------------------------------------- | ------------------------------------------- | ------------------------------------------- |
| Màxima mitjana °C (°F)                      | −0.2 (31.6)                                 | 1.4 (34.5)                                  | 6.4 (43.5)                                  | 12.2 (54)                                   | 19.3 (66.7)                                 | 24.8 (76.6)                                 | 29.7 (85.5)                                 | 29.6 (85.3)                                 | 25.6 (78.1)                                 | 17.7 (63.9)                                 | 9.7 (49.5)                                  | 2.7 (36.9)                                  | 14.91 (58.84)                               |
| Mínima mitjana °C (°F)                      | −8.0 (17.6)                                 | −6.8 (19.8)                                 | −2.0 (28.4)                                 | 3.5 (38.3)                                  | 8.8 (47.8)                                  | 13.0 (55.4)                                 | 17.3 (63.1)                                 | 16.9 (62.4)                                 | 13.0 (55.4)                                 | 7.2 (45)                                    | 2.1 (35.8)                                  | −4.3 (24.3)                                 | 5.06 (41.11)                                |
| Font:                                       |                                             |                                             |                                             |                                             |                                             |                                             |                                             |                                             |                                             |                                             |                                             |                                             |                                             |

Les muntanyes contenen uns quants ecosistemes. Entre ells destaquen els boscos i les zones d'estepa forestal amb un clima semiàrid. Tal com la defineix el Fons Mundial per la Natura i s'utilitza al seu Wildfinder, l'ecoregió terrestre particular de la zona de muntanya mitjana i alta és l'estepa forestal de les muntanyes de Zagros (PA0446). La precipitació anual oscil·la entre 400 i 800 mm i cau principalment a l'hivern i la primavera. Els hiverns són severs, amb temperatures baixes sovint per sota -25 °C. La regió exemplifica la variació continental del patró climàtic mediterrani, amb un hivern nevat i una primavera suau i plujosa, seguida d'un estiu i una tardor secs.

### Glaciació
Les muntanyes de l'Est-Zagros, el Kuh-i-Jupar (4.135 m), Kuh-i-Lalezar (4.374 m) i Kuh-i-Hezar (4.469 m) actualment no tenen glaceres. Només a Zard Kuh i Dena encara sobreviuen algunes glaceres. No obstant això, abans de l'últim període glacial havien estat glaciats a una profunditat superior a 1.900 m i durant l'últim període glacial a una profunditat superior a 2.160 m.
Hi ha proves d'una glacera de 20 km d'amplada alimentada al llarg d'una vall de 17 km de llarg amb una caiguda d'aproximadament 1.600 m al costat nord de Kuh-i-Jupar amb un gruix de 350–550 m.
En condicions de precipitació comparables a les actuals registres climàtics, es podria esperar que aquesta mida de la glacera es formés on la temperatura mitjana anual estigués entre 10,5 i 11,2 °C , però com que s'espera que les condicions hagin estat més seques durant el període en què es va formar aquesta glacera, la temperatura devia ser més baixa.

## Flora i fauna
Encara que actualment està degradada per la sobreexpolació a nivell de pastura, i per la important desforestació, la regió de Zagros és la zona d'una rica i complexa flora. Les restes dels boscos de roures originalment dominaven els vessants muntanyosos i encara es poden trobar, igual que les estepes de festucs i ametlla. Els ancestres de molts aliments coneguts, com el blat, l'ordi, les llenties, les ametlles, la nou, el pistatxo, l'albercoc, la pruna ], la granada i la raïm, es troben en estat salvatge al llarg de les muntanyes. El roure persa (Quercus brantii) (que cobreix més del 50 % de la superfície forestal de la serralada) és l'espècie d'arbre més important de les muntanyes Zagros de l'Iran.
La serralada de Zagros és la llar de molts organismes amenaçats o en perill, incloent el hàmster dels Zagros (Calomyscus bailwardi), el canyissar de Basora (Acrocephalus griseldis) i la hiena ratllada (Hyaena hyaena). La daina persa (Dama mesopotamica), un antic animal domèstic que una vegada es va pensar estava extint, va ser redescobert al segle xx a la província de Khuzestan al sud de Zagros.

## Religió
Es creia que l'entrada a l'antic inframón de Mesopotàmia es trobava a les muntanyes de Zagros, a l'extrem orient. Una escala conduïa a les portes de l'inframón. L'inframón en si es troba generalment encara més profund sota terra que l'Apsu, el cos d'aigua dolça que els antics mesopotàmics creien que es trobava sota terra.

## Galeria

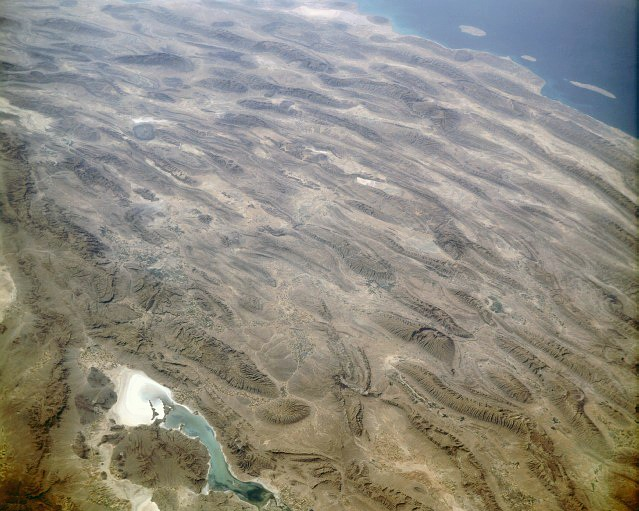
Foto per satèl·lit dels monts Zagros, NASA, 1992.
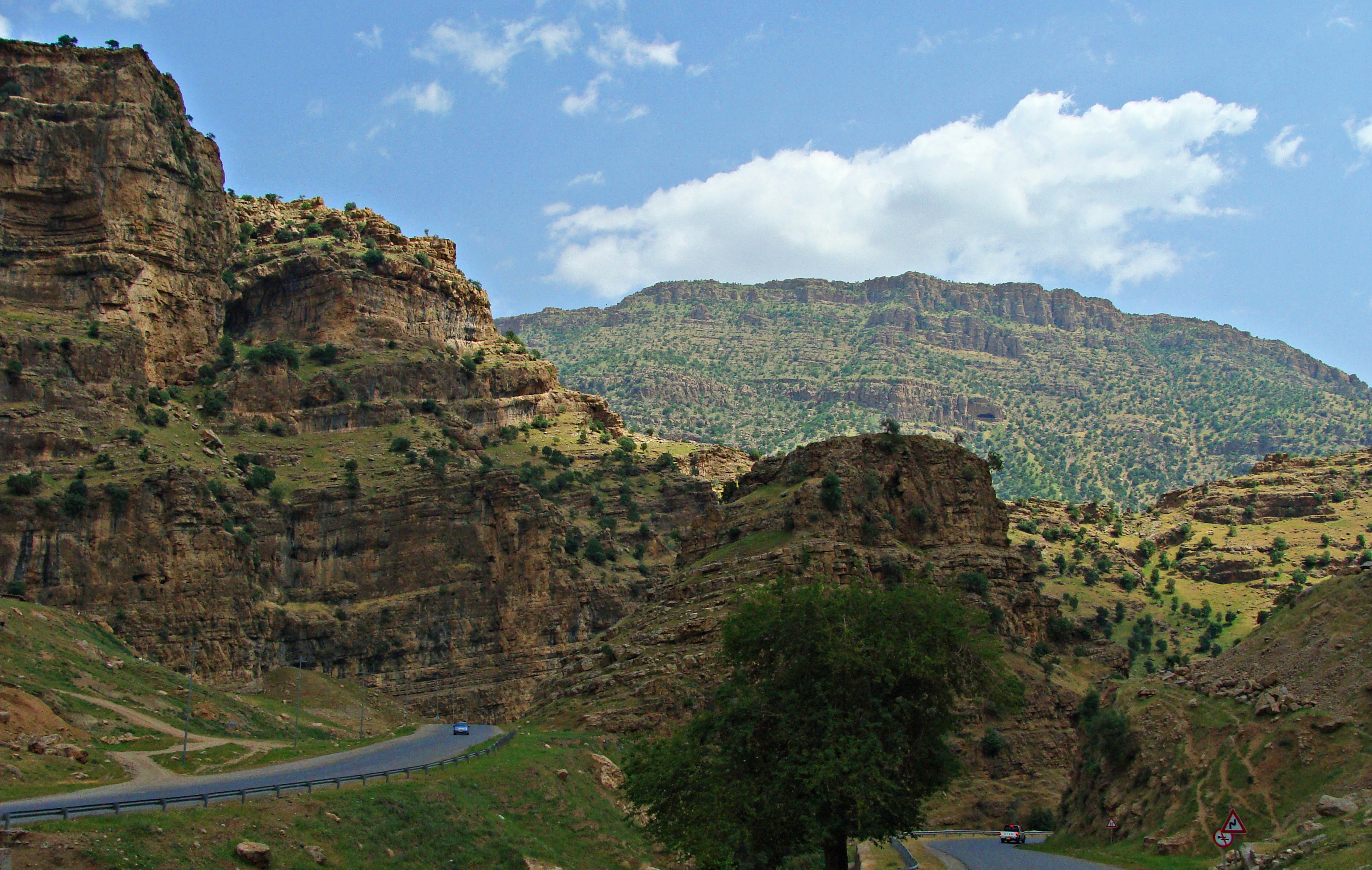
Una carretera per les muntanyes de Zagros a la regió del Kurdistan, Iraq
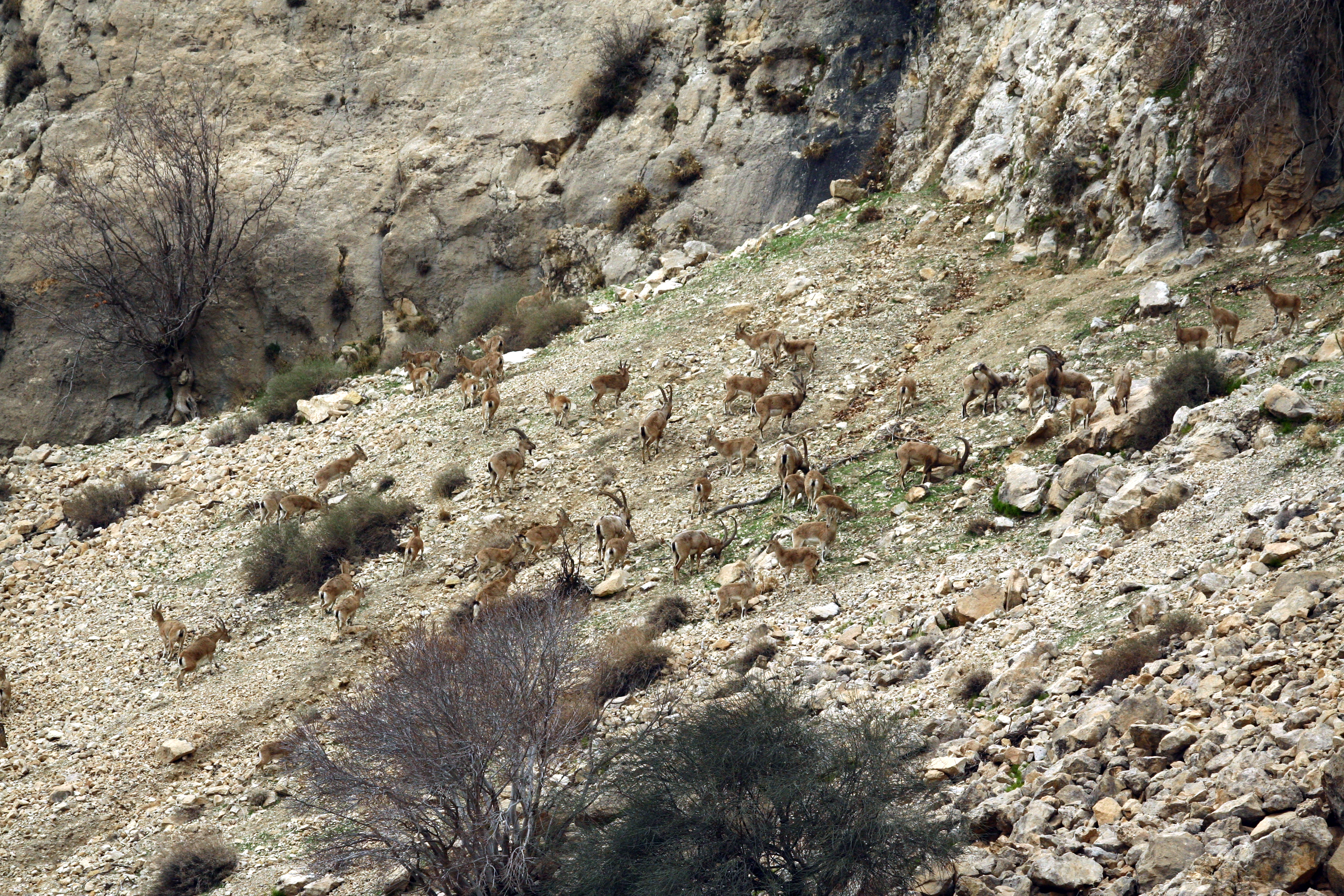
Ramat de cabra salvatge, Zagros, Behbahan
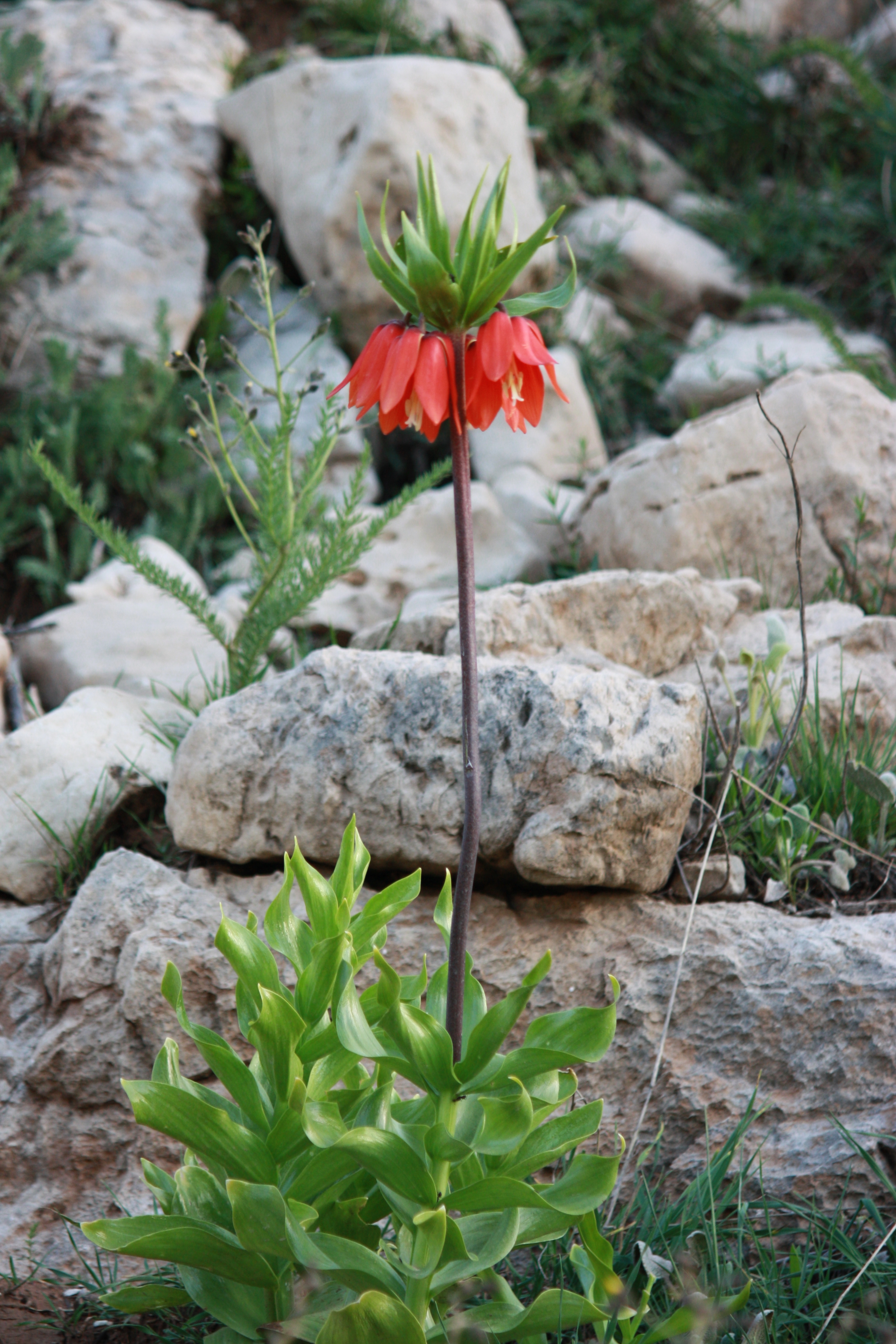
Fritillaria imperialis a Dena, Zagros iranià
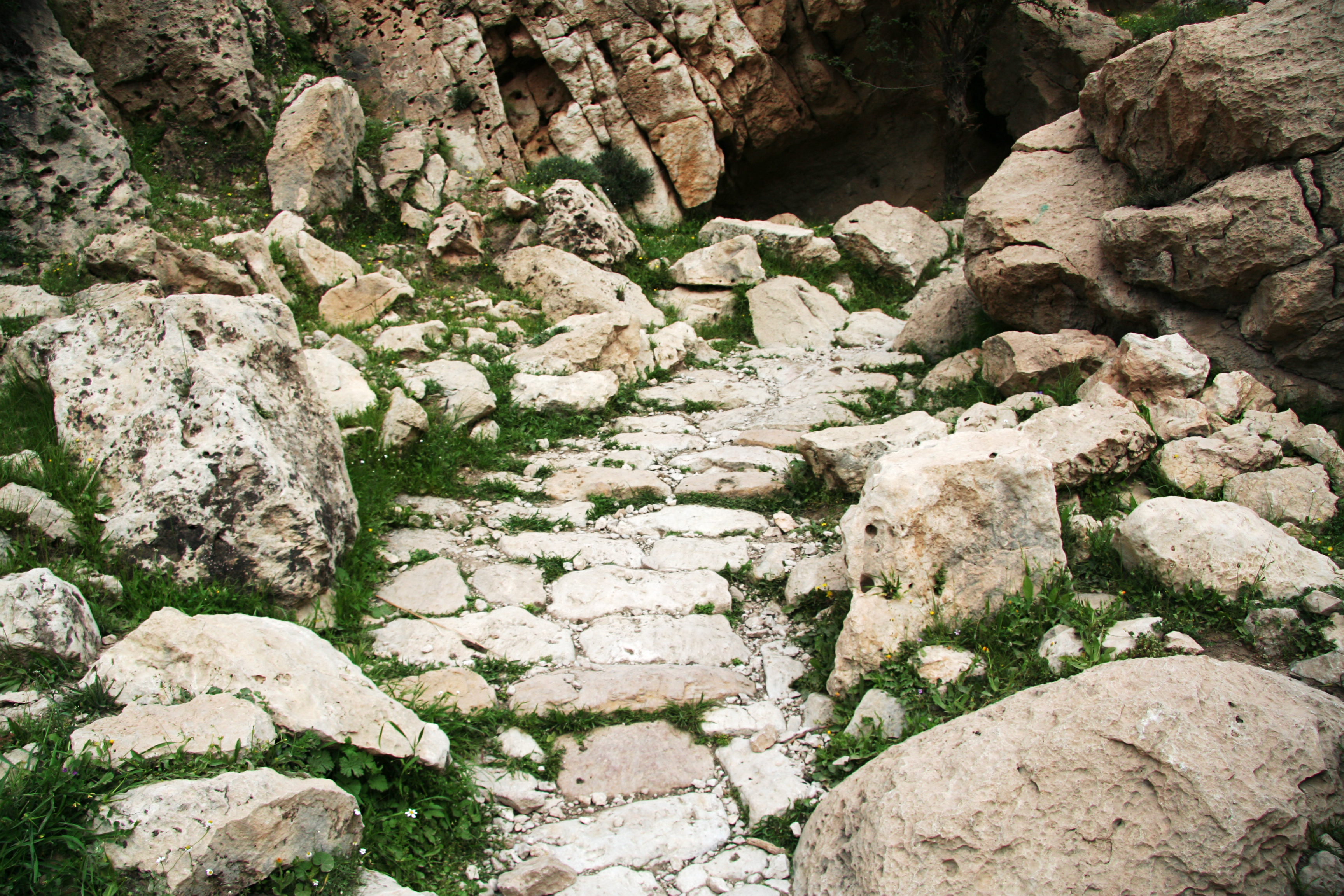
Antic camí a Zagros, Behbahan